# Erimyzon sucetta
Erimyzon sucetta és una espècie de peix de la família dels catostòmids i de l'ordre dels cipriniformes. Es troba a Nord-amèrica. Els mascles poden assolir 41 cm de longitud total. És un peix d'aigua dolça i de clima temperat (4 °C-20 °C). Menja microcrustacis i larves.